# Annette Funicello

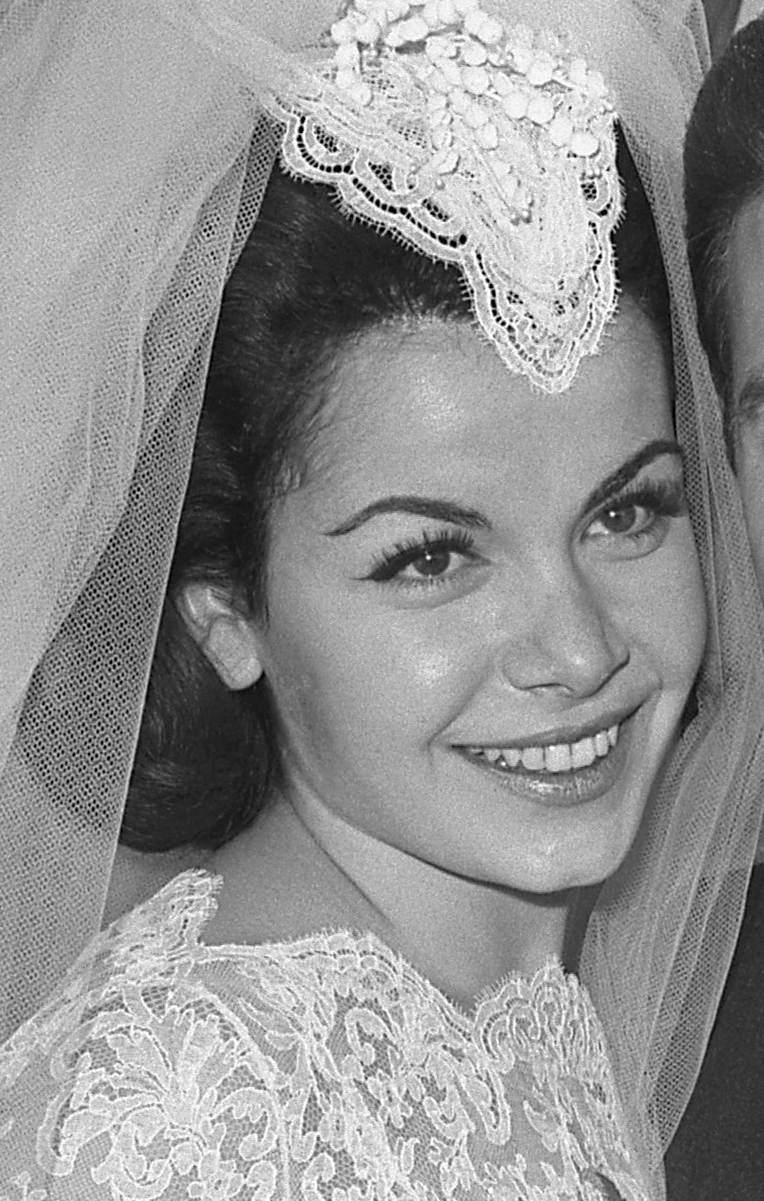
Annette Funicello (1965)

Annette Joanne Funicello (* 22. Oktober 1942 in Utica, New York; † 8. April 2013 in Bakersfield, Kalifornien) war eine US-amerikanische Popmusik-Sängerin und Schauspielerin.

## Leben
Die Familie Funicello zog in Annettes früher Kindheit nach Los Angeles um, da ihr Vater sich dort bessere berufliche Möglichkeiten erhoffte. Ihre Mutter meldete Annette zum Tanzunterricht an und legte damit unbeabsichtigt den Grundstein für Annettes Künstlerkarriere. Bei einer öffentlichen Tanzvorstellung wurde Walt Disney auf Annette aufmerksam und engagierte sie 1955 als Mouseketeer für seine populäre Fernsehsendung The Mickey Mouse Club. Bis 1957 entwickelte sich Annette zu einem der beliebtesten Mousketeers und erhielt schon zu dieser Zeit zahlreiche Fanpost.
In einer Fernsehshow sang Annette das Lied How Will I Know My Love, das Disney so gefiel, dass er es für seine neu gegründete Plattenfirma Disneyland Records auf Schallplatte herausbrachte. Im Sommer 1959 landete die 16-jährige Annette mit dem Titel Tall Paul auf Platz 7 der Billboard-Singlecharts und stieg damit in Amerika zum Teeniestar auf. In diese Zeit fällt auch die Veröffentlichung ihrer Langspielplatte Annette Sings Anka, eine Folge ihrer kurzen Liebschaft mit Paul Anka, der ihr vorher schon seinen Hit Puppy Love gewidmet hatte. Da Disneyland Records vorwiegend auf das Kinderpublikum ausgerichtet war, wechselte Annette noch 1959 zur pop-orientierten Schwesterfirma Buena Vista. Auch dort waren ihre Platten, die weiterhin nur unter ihrem Vornamen veröffentlicht wurden, bis 1961 sämtlich erfolgreich. Mit O Dio Mio erreichte sie noch einmal Platz 10 bei Billboard. Bis 1965 blieb Annette bei Vista unter Vertrag, wechselte dann zu Tower Records, aber große Hits kamen nicht mehr zustande.
Mitte der sechziger Jahre startete Annette Funicello eine weitere Karriere, nun als Filmschauspielerin. Nachdem sie bereits vorher in zahlreichen Disney-TV-Serien mitgespielt hatte, übernahm sie die weibliche Hauptrolle in der Filmserie Beach, die 1964 mit Beach Party begann. Ihr Partner war Sängerkollege Frankie Avalon. 1987 traten beide noch einmal in dem Beach-Revival Back To The Beach auf. Die Musikauskopplungen aus dem ebenfalls 1964 erschienenen Film Monkey’s Uncle wurden Annettes erfolgreichste Langspielplatte. Im gleichnamigen Film begleiteten sie die Beach Boys in der Eröffnungsszene. Nach ihrer Hauptrolle 1968 in dem Monkees-Kultfilm Head zog sich Funicello weitgehend aus dem Showgeschäft zurück und widmete sich vorwiegend ihrer Familie. Sie hatte 1965 ihren Manager geheiratet und wurde 1966 zum ersten Mal Mutter, 1974 wurde ihr drittes Kind geboren. 1987 erkrankte Annette an Multiple Sklerose, was sie aber nicht daran hinderte, einige Jahre später eine Teddybärfirma zu gründen und das selbst kreierte Parfüm „Cello“ herauszubringen. Darüber hinaus engagierte sie sich in karitativen Organisationen, so z. B. im Annette Funicello Fonds für Neurologische Erkrankungen. 1993 erhielt sie einen Stern auf dem Hollywood Walk of Fame, ein Jahr später veröffentlichte sie ihre Autobiografie A Dream is a Wish Your Heart Makes: My Story, die 1995 auch als Fernsehfilm veröffentlicht wurde.
2013 verstarb sie im Alter von 70 Jahren an Komplikationen der MS-Erkrankung.

## Diskografie (45-rpm-Singles)

Single Tall Paul

| Titel                                                             | Kat. Nr.    | Veröffentlichung |
| ----------------------------------------------------------------- | ----------- | ---------------- |
|                                                                   | Disneyland  |                  |
| How Will I know My Love / Don’t Jump to Conclusions               | 102         | 1958             |
| Crazy Place from Outer Space / Gold Doubloons and Pieces of Eight | 114         | 1958             |
| Tall Paul / Ma, He’s Making Eyes at Me                            | 118         | 1958             |
|                                                                   | Buena Vista |                  |
| Jo-Jo, the Dog Faced Boy / Love Me Forever                        | 336         | 1959             |
| Wild Willie / Lonely Guitar                                       | 339         | 1959             |
| My Heart Became of Age / Especally for You                        | 344         | 1959             |
| First Name Initial / My Heart Became of Age                       | 349         | 1959             |
| O Dio Mio / It Took Dreams                                        | 354         | 1960             |
| Train of Love / Tell Me Who’s the Girl                            | 359         | 1960             |
| Pineapple Princess / Luau Cha Cha Cha                             | 362         | 1960             |
| Talk to Me Baby / I Love You Baby                                 | 369         | 1960             |
| Dream Boy / Please, Please Signore                                | 374         | 1961             |
| Indian Giver / Mama Rosa                                          | 375         | 1961             |
| The Parent Trap / Let’s Get Together (& Tommy Sands)              | 802         | 1961             |
| Hawaiian Love Talk / Blue Muu Muu                                 | 384         | 1961             |
| Dreamin’ About You / Strummin’ Song                               | 388         | 1961             |
| Crazy Place from Outer Space / Seven Moons                        | 392         | 1962             |
| The Truth About Youth / I Can’t Do the Sum                        | 394         | 1962             |
| My Little Grass Shack / Hukilau Song                              | 400         | 1962             |
| He’s My Ideal / Mr. Piano Man                                     | 405         | 1962             |
| Bella Bella Florence / Canzone D’Amore                            | 407         | 1962             |
| Teenage Wedding / Walking and Talking                             | 414         | 1963             |
| Treat Him Nicely / Promise Me Anything                            | 427         | 1963             |
| Merlin Jones / The Scrambled Egghead                              | 431         | 1964             |
| Custom City / Rebel Rider                                         | 432         | 1964             |
| Muscle Beach Party / I Dream About Frankie                        | 433         | 1964             |
| Bikini Beach Party / The Clyde                                    | 436         | 1964             |
| The Wah Watusi / The Clyde                                        | 437         | 1964             |
| Something Borrowed Something Blue / How Will I Know My Love       | 438         | 1965             |
| The Monkeys Uncle & Beach Boys / How Will I Know My Love          | 440         | 1965             |
| Boy to Love / No One Could Be Prouder                             | 442         | 1965             |
| No Way to Go But Up / Crystal Ball                                | 450         | 1966             |
|                                                                   | Epic        |                  |
| Baby Needs Me Now / Moment of Silence (&Cecil Null)               | 9829        | 1965             |
|                                                                   | Tower       |                  |
| What’s A Girl to Do / When You Get What You Want                  | 326         | 1967             |

## Charts und Chartplatzierungen

### Alben
| Jahr | Titel              | Höchstplatzierung, Gesamtwochen, AuszeichnungChartsChartplatzierungen (Jahr, Titel, Platzierungen, Wochen, Auszeichnungen, Anmerkungen) | Anmerkungen |
| Jahr | Titel              | US | Anmerkungen |
| ---- | ------------------ | --- | ----------- |
| 1960 | Annette Sings Anka | US21 (9 Wo.)US |             |
| 1960 | HawaiiAnnette      | US38 (3 Wo.)US |             |

### Singles
| Jahr | Titel Album               | Höchstplatzierung, Gesamtwochen, AuszeichnungChartsChartplatzierungen (Jahr, Titel, Album, Platzierungen, Wochen, Auszeichnungen, Anmerkungen) | Anmerkungen                |
| Jahr | Titel Album               | US | Anmerkungen                |
| ---- | ------------------------- | --- | -------------------------- |
| 1959 | Tall Paul –               | US7 (15 Wo.)US | Annette mit the Afterbeats |
| 1959 | Jo-Jo The Dog-Faced Boy – | US73 (4 Wo.)US | als Annette                |
| 1959 | Lonely Guitar –           | US50 (11 Wo.)US | als Annette                |
| 1959 | My Heart Became Of Age –  | US50 (11 Wo.)US | Annette mit the Afterbeats |
| 1959 | First Name Initial –      | US20 (18 Wo.)US | Annette mit the Afterbeats |
| 1960 | O Dio Mio –               | US10 (12 Wo.)US | Annette & the Afterbeats   |
| 1960 | Train Of Love –           | US36 (8 Wo.)US | Annette & the Afterbeats   |
| 1960 | Pineapple Princess –      | US11 (14 Wo.)US | Annette & the Afterbeats   |
| 1960 | Talk To Me Baby –         | US92 (2 Wo.)US | Annette & the Afterbeats   |
| 1961 | Dream Boy –               | US87 (2 Wo.)US | Annette & the Afterbeats   |

## Filmografie
- 1955–1956: The Mickey Mouse Club
- 1955–1980: Disneyland
- 1958: Walt Disney Presents: Annette
- 1959: Zorro
- 1959: Der unheimliche Zotti (The Shaggy Dog)
- 1961: Aufruhr im Spielzeugland (Babes in Toyland)
- 1964: Zirkusdirektor Johnny Slate (The Greatest Show on Earth)
- 1964: Pyjama-Party (Pajama Party)
- 1964: Merlin Jones – Der Mann, der zuviel wußte (The Misadventures of Merlin Jones)
- 1966: Morgen holt euch der Teufel (Fireball 500)
- 1978–1982: Love Boat (The Love Boat)
- 1979–1981: Fantasy Island
- 1986: Unser lautes Heim (Growing Pains)
- 1991: Full House
- 1995: Annette Funicello – Ein Schicksal (A Dream Is a Wish Your Heart Makes: The Annette Funicello Story)

## Popkultur
Am 9. Januar 1965, dem Tag von Funicellos Hochzeit mit Jack Gilardi, wurde darauf im Comic-Strip Die Peanuts von Charles M. Schulz Bezug genommen. Linus ruft hier entsetzt aus: „Annette Funicello ist erwachsen geworden!“